# Орден Заслуг перед ветеранами (Франция)
Орден Заслуг перед ветеранами (фр. Ordre du Mérite combattant) — ведомственная награда Франции, находившаяся в ведении Министерства по делам ветеранов и жертв войны. Был учреждён декретом от 14 сентября 1953 года и упразднён в результате орденской реформы 3 декабря 1963 года.

## История
Орден Заслуг перед ветеранами был учреждён 14 сентября 1953 года и предназначался для вознаграждения за продолжительную плодотворную службу служащих Министерства по делам ветеранов и жертв войны, руководителей национальных, региональных и местных ассоциаций и организаций ветеранов и жертв войны, а также других лиц, отличившихся на поприще поддержки, защиты прав и интересов ветеранов и жертв войны.
Орден находился в ведении Министра по делам ветеранов и жертв войны и управлялся Советом ордена. Совет ордена изначально состоял из 10 членов (из них 5 — ex officio), позже увеличенный до 12 членов:
Министр по делам ветеранов и жертв войны (председатель Совета);
член Совета ордена Почётного легиона;
директор канцелярии министра;
директор администрации министерства;
председатель Национального комитета ветеранов и жертв войны;
пять (с 1958 года — семь) членов (из них одна вдова жертвы войны), назначаемых на 4 года министром из руководителей ассоциаций ветеранов и наиболее известных жертв войны.
Орден Заслуг перед ветеранами был упразднён декретом от 3 декабря 1963 года, которым был учреждён Национальный орден Заслуг, заменивший собой многочисленные ведомственные ордена заслуг. Награждённые орденом Заслуг перед ветеранами сохранили право носить знаки ордена и пользоваться положенными льготами и после его упразднения.

## Степени ордена
Орден Заслуг перед ветеранами состоял из трёх степеней:
 Командор (фр. Commandeur) — знак на ленте, носимый на шее; высшая степень ордена;
 Офицер (фр. Officier) — знак на ленте с розеткой, носимый на левой стороне груди;
 Кавалер (фр. Chevalier) — знак на ленте, носимый на левой стороне груди.

## Условия награждения
Кандидат в кавалеры ордена должен был быть не моложе 40 лет от роду, пользоваться гражданскими правами и иметь не менее 15 лет стажа государственной, общественной или частной деятельности на благо ветеранов и жертв войны. Награждение офицерской степенью ордена могло быть произведено не ранее 6 лет после получения кавалерской степени, а командорской степенью — не ранее 4 лет после получения офицерской. В случае особенных заслуг условия к кандидату могли быть смягчены по особому рассмотрению в Совете ордена. Офицеры и командоры ордена Почётного легиона могли быть представлены сразу к аналогичным степеням ордена Заслуг перед ветеранами, минуя младшие степени. Члены Совета ордена становились командорами ордена по праву.
Награждения орденом производились два раза в год: до 1958 года — 1 января и 14 июля, с 1958 года — 8 мая и 11 ноября.
Было установлено ограничение на количество ежегодных награждений: не более 10 в степень командора, не более 100 в степень офицера и не более 250 в степень кавалера. В марте 1958 года число командоров было увеличено до 12, и установлена возможность посмертных награждений (не входящих в общее ограничение числа награждений). В июле 1958 года было установлено дополнительное число возможных награждений, предназначенное для жителей Северной Африки и Заморских территорий Франции: 2 в степень командора, 16 в степень офицера и 40 в степень кавалера.
К награждению орденом допускались также граждане стран — союзниц Франции в Первой и Второй мировых войнах. Награждения иностранцев не учитывались в ежегодной квоте.

## Знаки ордена
Внешний вид знаков ордена Заслуг перед ветеранами был разработан ювелирной фирмой «Артюс-Бертран» (фр. Arthus-Bertrand) и утверждён указом Министра по делам ветеранов и жертв войны от 14 октября 1953 года.
Знак ордена представляет собой пятиконечный, с раздвоенными концами, крест без эмали. На крест с лицевой стороны наложена пятиконечная звезда зелёной эмали. Между плечами креста расположены остроконечные короткие лучи, образующие собой перевёрнутую пятиконечную звезду.
В центре креста круглый медальон без эмали, окружённый ободком зелёной эмали. На лицевой стороне медальона профильное изображение вправо головы Марианны в лавровом венке (символизирующей Республику Францию); на эмалированном ободке надпись по окружности — «RÉPUBLIQUE FRANÇAISE. MÉRITE COMBATTANT». На оборотной стороне медальона стоящий вертикально меч, остриём вверх, сверху и снизу заходящий на ободок; поверх меча две руки, скреплённые в рукопожатии; на эмалированном ободке надпись «HONNEUR ET DÉVOUEMENT».
Знак через скобу на верхнем луче креста и кольцо крепится к орденской ленте.
Размеры знаков кавалеров и офицеров — 40 мм, командоров — 56 мм. Знаки кавалеров — серебряные, офицеров — позолоченные, и командоров — золотые или позолоченные.
Лента ордена тёмно-зелёная, шириной 37 мм, с диагональными полосками жёлто-золотистого цвета, шириной 2 мм, на расстоянии 11 мм друг от друга. К ленте офицера крепится розетка из этой же ленты.
Для повседневного ношения на гражданской одежде предусмотрены розетки из ленты ордена, а для ношения на мундирах — орденские планки.